# Diebold Nixdorf Inc
Diebold Nixdorf ist ein börsennotierter US-amerikanischer Informationstechnikkonzern, der 1876 als Diebold gegründet wurde und nach seiner Übernahme des deutschen Wincor Nixdorf als Diebold Nixdorf firmiert. Im deutschsprachigen Raum firmiert Diebold Nixdorf weiterhin als WINCOR NIXDORF International GmbH.

## Geschichte
Das im Oktober 1876 gegründete Unternehmen geht auf den deutschen Einwanderer und Schlossermeister Karl „Charles“ Diebold zurück, der am 24. Oktober 1824 in Rosenberg geboren wurde.
Am 23. November 2015 gaben Wincor Nixdorf und der US-amerikanische Konkurrent Diebold inc. bekannt, fusionieren zu wollen. Die Übernahme durch Diebold wurde am 16. August 2016 nach Zustimmung aller Kartellbehörden vollzogen. Das Unternehmen Diebold, Inc. wurde danach in Diebold Nixdorf, Inc. umbenannt und beschäftigt 23.000 Menschen, davon 2.000 in der Europazentrale in Paderborn. Der neue Konzern hat einen Jahresumsatz von 4,8 Milliarden Euro. Die Aktien des Unternehmens werden an der New York Stock Exchange und an der Frankfurter Wertpapierbörse gelistet. Das Unternehmen wird von Octavio Marquez und im deutschsprachigen Raum von Ulrich Näher geleitet.

## Geschäftsfelder
Diebold Nixdorf bietet Dienstleistungen rund um IT-Systeme vor allem für Banken und Handelsunternehmen an. Des Weiteren werden Geldautomaten, Kassensysteme und ähnliche Geräte produziert. Bei Geldautomaten hat das Unternehmen einen weltweiten Marktanteil von etwa 35 %.